# Roraa
Roraa (italià Rorà) és un municipi italià, situat a la ciutat metropolitana de Torí, a la regió del Piemont. L'any 2007 tenia 491 habitants. Està situat a la Vall Pèlis, una de les Valls Occitanes. Limita amb els municipis de Bagnolo Piemonte (Cuneo), Lusèrna Sant Joan, Torre Pellice i Villar Pellice.

## Administració
| Període | Identitat                 | Partit        |
| ------- | ------------------------- | ------------- |
| 2004-   | Adolfo Bartolomeo Rivoira | Llista cívica |